# 13640 Ohtateruaki
13640 Ohtateruaki è un asteroide della fascia principale. Scoperto nel 1996, presenta un'orbita caratterizzata da un semiasse maggiore pari a 2,639357 UA e da un'eccentricità di 0,118021, inclinata di 13,238232° rispetto all'eclittica. Ha un diametro di 4,416 km e un'albedo di 0,395.
Fa parte della famiglia di asteroidi Eunomia.
È dedicato a Teruaki Ohta, un astronomo amatoriale giapponese.